# 헨리 버틀러
헨리 버틀러(Henry Butler, 1948년 9월 21일 - 2018년 7월 2일)는 미국의 재즈 및 블루스 피아니스트였다. 그는 학교에서 피아노, 드럼, 색소폰을 배웠다. 그는 대학 학위와 대학원 학위를 받았으며 뉴올리언스 창작 예술 센터에서 가르쳤다. 그는 로스앤젤레스와 뉴욕에서 솔리스트와 그룹으로 활동했다. 시각 장애에도 불구하고 그는 사진작가로 시간을 보냈으며 그의 작품을 갤러리에 전시했다.

## 평가
버틀러는 그의 기술과 다양한 스타일의 음악을 연주하는 능력으로 유명했다. 1987년 뉴욕 타임스의 음악 평론가 존 파렐레스(Jon Pareles)는 버틀러가 "유창함과 편리함을 뽐내며 키보드 전체에 코드를 튀기고 기관총 조음으로 솔로를 질주한다"고 썼다. 1998년 시카고 트리뷴의 평론가 하워드 라이히(Howard Reich)는 버틀러를 "특이한 체력과 어울리는 엄청난 지성"이라고 묘사했다.

## 음반

### 리더 활동
- Fivin' Around (MCA, 1986)
- The Village (MCA, 1987)
- Orleans Inspiration (Windham Hill, 1990)
- Blues & More (Windham Hill, 1992)
- For All Seasons (Atlantic, 1996)
- Blues After Sunset (Black Top, 1998)
- Vu-Du Menz with Corey Harris (Alligator, 2000)
- The Game Has Just Begun (Basin Street, 2002)
- Homeland (Basin Street, 2004)
- Pianola Live (Basin Street, 2008)
- Viper's Drag with Steven Bernstein (Impulse!, 2014)